# Bunny
Bunny är en civil parish i Storbritannien.   Den ligger i grevskapet Nottinghamshire och riksdelen England, i den södra delen av landet, 160 km norr om huvudstaden London.